# Halmvliegen
De halmvliegen (Chloropidae) zijn een familie uit de orde van de tweevleugeligen (Diptera), onderorde vliegen (Brachycera). Wereldwijd omvat deze familie zo'n 194 genera en 2885 soorten.

## Geslachten
(Indicatie van aantallen soorten per geslacht tussen haakjes)
- Apallates  (10)
- Aphanotrigonum  (17)
- Apotropina  (2)
- Arcuator  (2)
- Assuania  (1)
- Biorbitella  (4)
- Cadrema  (2)
- Calamoncosis  (10)
- Camarota  (1)
- Capnoptera  (3)
- Caviceps  (1)
- Centorisoma  (1)
- Cetema  (9)
- Conioscinella  (18)
- Cryptonevra  (5)
- Chaetochlorops  (1)
- Chlorops  (102)
- Chloropsina  (5)
- Dasyopa  (2)
- Dicraeus  (23)
- Diplotoxa  (7)
- Diplotoxoides  (1)
- Dysartia  (1)
- Ectecephala  (5)
- Elachiptera  (37)
- Elachiptereicus  (1)
- Elliponeura  (2)
- Epichlorops  (3)
- Eribolus  (7)
- Eugaurax  (1)
- Eurina  (5)
- Eutropha  (5)
- Fiebrigella  (3)
- Gampsocera  (1)
- Gaurax  (39)
- Hapleginella  (3)
- Hippelates  (6)
- Homalura  (3)
- Homaluroides  (8)
- Incertella  (13)
- Lagaroceras  (1)
- Lasiambia  (12)
- Lasiopleura  (8)
- Lasiosina  (20)
- Liohippelates  (11)
- Lipara  (5)
- Malloewia  (8)
- Melanochaeta  (6)
- Melanum  (1)
- Meromyza  (54)
- Metopostigma  (1)
- Microcercis  (1)
- Monochaetoscinella  (2)
- Neodiplotoxa  (2)
- Neohaplegis  (3)
- Neoscinella  (3)

- Olcella  (11)
- Opetiophora  (1)
- Oscinella Becker, 1909 (24)
- Oscinimorpha  (9)
- Oscinisoma  (4)
- Oscinoides  (1)
- Paraeurina  (1)
- Parectecephala  (7)
- Phyladelphus  (1)
- Platycephala  (3)
- Platycephalisca  (1)
- Polyodaspis  (3)
- Pseudogaurax  (4)
- Pseudopachychaeta  (5)
- Rhodesiella  (3)
- Rhopalopterum  (17)
- Sabroskyina  (1)
- Sacatonia  (1)
- Scoliophthalmus  (1)
- Siphonella  (1)
- Siphonellopsis  (1)
- Siphunculina  (6)
- Speccafrons  (3)
- Stenoscinis  (2)
- Strobliola  (1)
- Thaumatomyia  (21)
- Trachysiphonella  (5)
- Tricimba  (16)
- Trichieurina  (1)
- Trigonomma  (1)
- Xena  (1)

## In Nederland waargenomen soorten
- Genus: Aphanotrigonum
  - Aphanotrigonum fasciellum
  - Aphanotrigonum femorellum
  - Aphanotrigonum inerme
  - Aphanotrigonum meijerei
  - Aphanotrigonum nigripes
  - Aphanotrigonum trilineatum
- Genus: Calamoncosis
  - Calamoncosis aprica
  - Calamoncosis aspistylina
  - Calamoncosis duinensis
  - Calamoncosis glyceriae
  - Calamoncosis minima
- Genus: Camarota
  - Camarota curvipennis
- Genus: Cetema
  - Cetema cereris
  - Cetema elongatum
  - Cetema myopinum
  - Cetema neglectum
  - Cetema simile
- Genus: Chlorops
  - Chlorops adjunctus
  - Chlorops calceatus
  - Chlorops fasciatus
  - Chlorops frontosus
  - Chlorops geminatus
  - Chlorops gracilis
  - Chlorops hypostigma
  - Chlorops kirigaminensis
  - Chlorops laetus
  - Chlorops limbatus
  - Chlorops meigenii
  - Chlorops novakii
  - Chlorops obscurellus
  - Chlorops planifrons
  - Chlorops pumilionis - (Gele halmvlieg)
  - Chlorops ringens
  - Chlorops rossicus
  - Chlorops rufinus
  - Chlorops scalaris
  - Chlorops serenus
  - Chlorops speciosus
  - Chlorops strigulus
  - Chlorops triangularis
  - Chlorops troglodytes
- Genus: Conioscinella
  - Conioscinella frontella
  - Conioscinella gallarum
  - Conioscinella mimula
  - Conioscinella nigrifrons
  - Conioscinella sordidella
  - Conioscinella zetterstedti
- Genus: Cryptonevra
  - Cryptonevra consimilis
  - Cryptonevra diadema
  - Cryptonevra flavitarsis
  - Cryptonevra nigritarsis
- Genus: Dicraeus
  - Dicraeus fennicus
  - Dicraeus ingratus
  - Dicraeus raptus
  - Dicraeus styriacus
  - Dicraeus tibialis
  - Dicraeus vagans
- Genus: Diplotoxa
  - Diplotoxa messoria
- Genus: Elachiptera
  - Elachiptera bimaculata
  - Elachiptera brevipennis
  - Elachiptera cornuta
  - Elachiptera diastema
  - Elachiptera megaspis
  - Elachiptera rufifrons
  - Elachiptera scrobiculata
  - Elachiptera tuberculifera
- Genus: Epichlorops
  - Epichlorops puncticollis
- Genus: Eribolus
  - Eribolus gracilior
  - Eribolus hungaricus
  - Eribolus nana
  - Eribolus slesvicensis
- Genus: Eurina
  - Eurina calva
  - Eurina lurida
- Genus: Eutropha
  - Eutropha fulvifrons
- Genus: Gampsocera
  - Gampsocera numerata
- Genus: Gaurax
  - Gaurax dubius
  - Gaurax fascipes
  - Gaurax maculipennis
  - Gaurax niger
- Genus: Hapleginella
  - Hapleginella laevifrons
- Genus: Incertella
  - Incertella albipalpis
  - Incertella kerteszi
  - Incertella zuercheri
- Genus: Lasiambia
  - Lasiambia baliola
  - Lasiambia brevibucca
  - Lasiambia palposa
- Genus: Lasiosina
  - Lasiosina albipila
  - Lasiosina herpini
- Genus: Lipara
  - Lipara lucens - (Sigaargalvlieg of Grote rietsigaargalhalmvlieg)
  - Lipara pullitarsis - (Zwartvoetsigaargalvlieg)
  - Lipara rufitarsis - (Roodvoetsigaargalvlieg)
  - Lipara similis
- Genus: Melanochaeta
  - Melanochaeta capreolus
  - Melanochaeta pubescens
- Genus: Melanum
  - Melanum laterale
- Genus: Meromyza
  - Meromyza femorata
  - Meromyza mosquensis
  - Meromyza nigriseta
  - Meromyza nigriventris
  - Meromyza ornata
  - Meromyza palposa
  - Meromyza pratorum
  - Meromyza rohdendorfi
  - Meromyza saltatrix
  - Meromyza triangulina
  - Meromyza variegata
- Genus: Microcercis
  - Microcercis trigonella
- Genus: Neohaplegis
  - Neohaplegis tarsata
- Genus: Oscinella
  - Oscinella angularis
  - Oscinella angustipennis
  - Oscinella frit - (Fritvlieg)
  - Oscinella maura
  - Oscinella nigerrima
  - Oscinella nitidissima
  - Oscinella pusilla
  - Oscinella trochanterata
- Genus: Oscinimorpha
  - Oscinimorpha albisetosa
  - Oscinimorpha arcuata
  - Oscinimorpha longirostris
  - Oscinimorpha minutissima
  - Oscinimorpha sordidissima
- Genus: Oscinisoma
  - Oscinisoma cognatum
- Genus: Parectecephala
  - Parectecephala longicornis
- Genus: Platycephala
  - Platycephala planifrons
  - Platycephala umbraculata
- Genus: Polyodaspis
  - Polyodaspis ruficornis
- Genus: Pseudopachychaeta
  - Pseudopachychaeta approximatonervis
  - Pseudopachychaeta oscinina
- Genus: Rhodesiella
  - Rhodesiella plumiger
- Genus: Rhopalopterum
  - Rhopalopterum anthracinum
  - Rhopalopterum atricillum
  - Rhopalopterum atricorne
  - Rhopalopterum brunneipennis
  - Rhopalopterum fasciolum
  - Rhopalopterum femorale
- Genus: Siphonella
  - Siphonella oscinina
- Genus: Siphunculina
  - Siphunculina aenea
- Genus: Speccafrons
  - Speccafrons halophila
- Genus: Thaumatomyia
  - Thaumatomyia elongatula
  - Thaumatomyia glabra
  - Thaumatomyia hallandica
  - Thaumatomyia notata
  - Thaumatomyia rufa
  - Thaumatomyia trifasciata
- Genus: Trachysiphonella
  - Trachysiphonella ruficeps
  - Trachysiphonella scutellata
- Genus: Tricimba
  - Tricimba albiseta
  - Tricimba cincta
  - Tricimba lineella